# Copa Espírito Santo de Futebol 2004
In 2004 werd de tweede editie van de Copa Espírito Santo de Futebol, gespeeld voor voetbalclubs uit de Braziliaanse staat Espírito Santo. De competitie werd georganiseerd door de FES en werd gespeeld van 15 september tot 16 oktober. Er werden twee toernooien gespeeld, omdat Estrela do Norte beide won was er geen finale om de titel nodig. De club mocht hierdoor deelnemen aan de Copa do Brasil 2005. 

## Eerste toernooi
| Plaats | Clu              | Wed. | W | G | V | Saldo | Ptn. |
| ------ | ---------------- | ---- | - | - | - | ----- | ---- |
| 1.     | Estrela do Norte | 3    | 1 | 2 | 0 | 5:4   | 5    |
| 2.     | Rio Branco       | 3    | 1 | 2 | 0 | 3:2   | 5    |
| 3.     | Vitória          | 3    | 0 | 3 | 0 | 3:3   | 3    |
| 4.     | Desportiva       | 3    | 0 | 1 | 2 | 1:3   | 1    |

|  | Geplaatst voor finale |

## Tweede toernooi
| Plaats | Clu              | Wed. | W | G | V | Saldo | Ptn. |
| ------ | ---------------- | ---- | - | - | - | ----- | ---- |
| 1.     | Estrela do Norte | 3    | 2 | 1 | 0 | 6:3   | 7    |
| 2.     | Vitória          | 3    | 1 | 2 | 0 | 6:4   | 5    |
| 3.     | Rio Branco       | 3    | 1 | 0 | 2 | 4:5   | 3    |
| 4.     | Desportiva       | 3    | 0 | 1 | 2 | 3:7   | 1    |

|  | Geplaatst voor finale |

## Kampioen
| Copa Espírito Santo de Futebol de 2004 |
| Cachoeiro de Itapemirim                |
| -------------------------------------- |
| ESTRELA DO NORTE Kampioen (2° titel)   |